# Phillie MC
Phillie MC (* 5. August 1974 in Stadtoldendorf; bürgerlich Oliver Sauerland) ist ein deutscher Rapper, Songwriter und Inhaber eines Plattenlabels.

## Leben
Sauerland wuchs in der Kleinstadt Bodenwerder auf. In seiner Kindheit bemerkte er die Liebe zur Musik und fing an zu produzieren. Bekannt geworden ist er durch das Lied Unkraut, das 2001 neun Wochen lang in den deutschen Charts vertreten war. Das Lied war die erste Single seines Albums Schöne neue Welt, welches hauptsächlich den Neonazismus in Deutschland behandelt und kritisiert. 
Mittlerweile tritt Phillie MC unter dem Pseudonym „Jonny Bockmist“ auf und war von 2013 bis 2017 unter diesem Namen Mitglied bei der Punkband Abstürzende Brieftauben. Daneben besitzt Oliver Sauerland in Hannover-Linden ein Plattenlabel und ist Bandgründer von Band ohne Anspruch. Diese veröffentlichten 2018 das Album 2018, das aus Songmaterial für die Abstürzenden Brieftauben bestand, das Sauerland vor der Trennung komponierte. Es folgten zwei weitere Alben im Eigenvertrieb. 
2020 schrieb er Keine Angst als Single für die Social-Media-Plattform Hooligans gegen Satzbau, an der neben Band ohne Anspruch Vito C. (J.B.O), Banda Internationale, Bluthund, Max Buskohl, Jan Plewka (Selig), Suchtpotenzial, Tiger Lilly Marleen (Bonsai Kitten), Kai Lüftner, Eugen Balanskat (Die Skeptiker), Elfmorgen, Chris (Sondaschule) und Oliver Kalkofe mitwirkten. Im Video sind unter anderem auch Farin Urlaub und Bela B von Die Ärzte, Klaas Heufer-Umlauf und Ole Plogstedt zu sehen.

## Diskografie
als Phillie MC
- 2001: Schöne neue Welt (Album, Def Jam Germany)
- 2001: Unkraut (Single, Def Jam Germany)
- 2001: Verrecke (Single, Def Jam Germany)
- 2001: Der Mob (Single, Def Jam Germany)
- 2019: Phillie MC ist zurück (Mixtape)

mit Abstürzende Brieftauben
- 2016: Doofgesagte leben länger (Weser Label, LP/CD)
- 2016: Frauke halts Maul (7’’)

als Jonny Bockmist
- 2016: Spargel und Smacks (Download-EP)
- 2017: Mit Vollgas durch die 30 Zone (Download/LP/CD)

mit Band ohne Anspruch
- 2018: 2018 (Album, Bockmist Räcordz)
- 2019: Bitte machen sie sich frei (Album, Bockmist Räcordz)
- 2019: Open Air Die Hymne (EP, Bockmist Räcordz)
- 2020: Reisegruppe Trümmertruppe (Album, Bockmist Räcordz)
- 2020: #DaGehtNochMehr & Breiter Bis Wolkig (Split-CD mit Eike Rustikal, Bockmist Räcordz)
- 2020: Keine Angst (Single als Hooligans Gegen Satzbau, Hooligans Gegen Satzbau)

Als Okli Pokli 
- 2012

Als Ein auf den
- 2013: Niedere Werte (Youtube)

Als Phunkas 
Als captain Hero Män 